# ليونيل أنطوان
ليونيل أنطوان (بالإنجليزية: Lionel Antoine)‏ هو لاعب كرة قدم أمريكية أمريكي، ولد في 31 أغسطس 1950 في بيلوكسي في الولايات المتحدة.

## وصلات خارجية
- ليونيل أنطوان على موقع مرجع كرة القدم المحترفة.كوم (الإنجليزية)